# 서부 안바르주 공세 (2017년)
서부 안바르 주 공세는 2017년 9월 중순 이라크군이 ISIL의 거점을 공격하고 유프라테스강과 시리아 국경지대를 확보하기 위해 개시한 공세였다.

## 배경
서부 안바르 주의 여러 마을들은 2014년 ISIL에게 점령되었다. 2017년 공세 이전에 이라크군은 라마디와 팔루자 같은 안바르 주의 주요 도시들을 ISIL로부터 탈환했지만, 시리아 국경지역에 위치한 아나, 라와, 알 카임과 넓은 교외 지역은 ISIL의 통제 하에 놓여 있었다. 이라크군의 작전이 2017년 1월 서부 안바르 지역을 중심으로 개시되었으나, 모술 서안 지역 탈환을 위해 사르가와 자위야 마을의 탈환 이후 중지되었다.
유프라테스 계곡에서의 작전이 2017년 8월 탈아파르 전투 이후 시작되었다. 이라크 군에 따르면 ISIL이 점령한 알카임, 라와, 아나의 탈환도 주요 목표에 포함되어 있으며, 이 지역은 이라크 내에서 ISIL이 침투한 2개의 거점 중 하나다. 9월 11일부터 9월 16일까지, 이라크 공군은 역내 공습을 수행해 306명의 무장대원들을 사살했다. 9월 15일 저녁, 이라크 항공기가 민간인들을 보호하고 무장단체에게 항복을 요구하기 위해 아카샤트, 아나, 라와, 알카임에 전단을 투하했다.

## 공세

### 아카샤트
9월 16일, 이라크군은 ISIL을 시리아 국경지대에서 유프라테스강 남안 지역까지 축출하기 위해 CJTF-OIR의 지원 하에 공세를 시작했다. 군 당국에 따르면 아카샤트 지역은 천연가스 저장소가 있는 곳으로, 이곳에 대한 공세는 유프라테스강 계곡을 따라 위치한 ISIL 점령 마을을 탈환하는데 길을 열어줄 것이라고 분석했다. 그 날 늦게 이라크군은 이들이 아카샤트를 점령했다고 보고했다. 이라크 합동작전사령부의 압둘 아미르 야랄라는 하시드 알샤아비와 이라크 국경보위대가 마을을 점령함과 동시에 인근의 전략적인 도로를 확보했다고 말했다.다른 보고에서 하시드 알샤아비는 병력이 무장단체의 방어선을 돌파한 이후 병력이 마을을 점령했고, 무장단체 대부분이 죽거나 부상을 입었다고 덧붙였다.

### 아나
9월 19일, 미국의 공습 지원 하에 이라크군이 서부 안바르 지역의 무장단체들에게 공격을 개시했다. 이라크군은 육군 부대, 경찰, 부족 전투원들로 구성된 병력이 새벽에 아나를 공격했다고 말했다. 같은 날, 이라크군은 라이하나 마을을 점령했다. 이라크 중령은 프랑스 통신사에 병력이 세 방향에서 공격을 개시했으며 7명의 무장대원이 죽고, 나머지는 아나로 철수했다고 말했다. 합동작전사령부의 야랄라 장군은 9월 21일 이라크군이 완전히 아나를 확보했다고 선언했다. 보안군은 같은 날 알그하드 통신사에게 ISIL 야전사령관 모스타파 안와르 나예프가 알시산 구역에서 사살되었다고 밝혔다.

## 여파
9월 27일, ISIL은 라마디 인근 지역을 공격해 일시적으로 장악했다. 이 작전은 이라크 공세에 대한 군의 분산을 유도한 것이라고 볼 수 있었다. 지방 경찰서장인 하디 라지흐 카사르는 보안군과 부족들이 알타쉬, 마즈르, 킬로메트르를 비롯한 일곱 지역을 탈환했으며 모든 무장대원들이 사망했다고 보고했다. 라마디의 군 당국은 2명의 보안군이 사망했으며 18명의 민간인이 부상을 입었다고 밝혔다. 브렛 맥거크는 10월 12일 이라크군이 안바르에서 키르쿠크로 일제히 작전을 변경했으며, 시리아와의 국경지대에서 ISIL을 몰아내는 것은 나중으로 늦춰졌다고 언급했다. 10월 25일, 이라크군은 그들이 ISIL의 통제 아래 있는 마지막 영토를 탈환하기 위해 곧 공세를 개시할 것이라고 밝혔고, 이라크 공군은 알카임과 라와 지역에서 전단을 뿌렸다. 10월 26일, 이라크 총리 하이다르 압바디는 알카임과 라와 지역을 탈환하기 위한 공세를 선언했다.

## 같이 보기
- 2017년 서부 이라크 공세